# Thiết bị nổ tự tạo

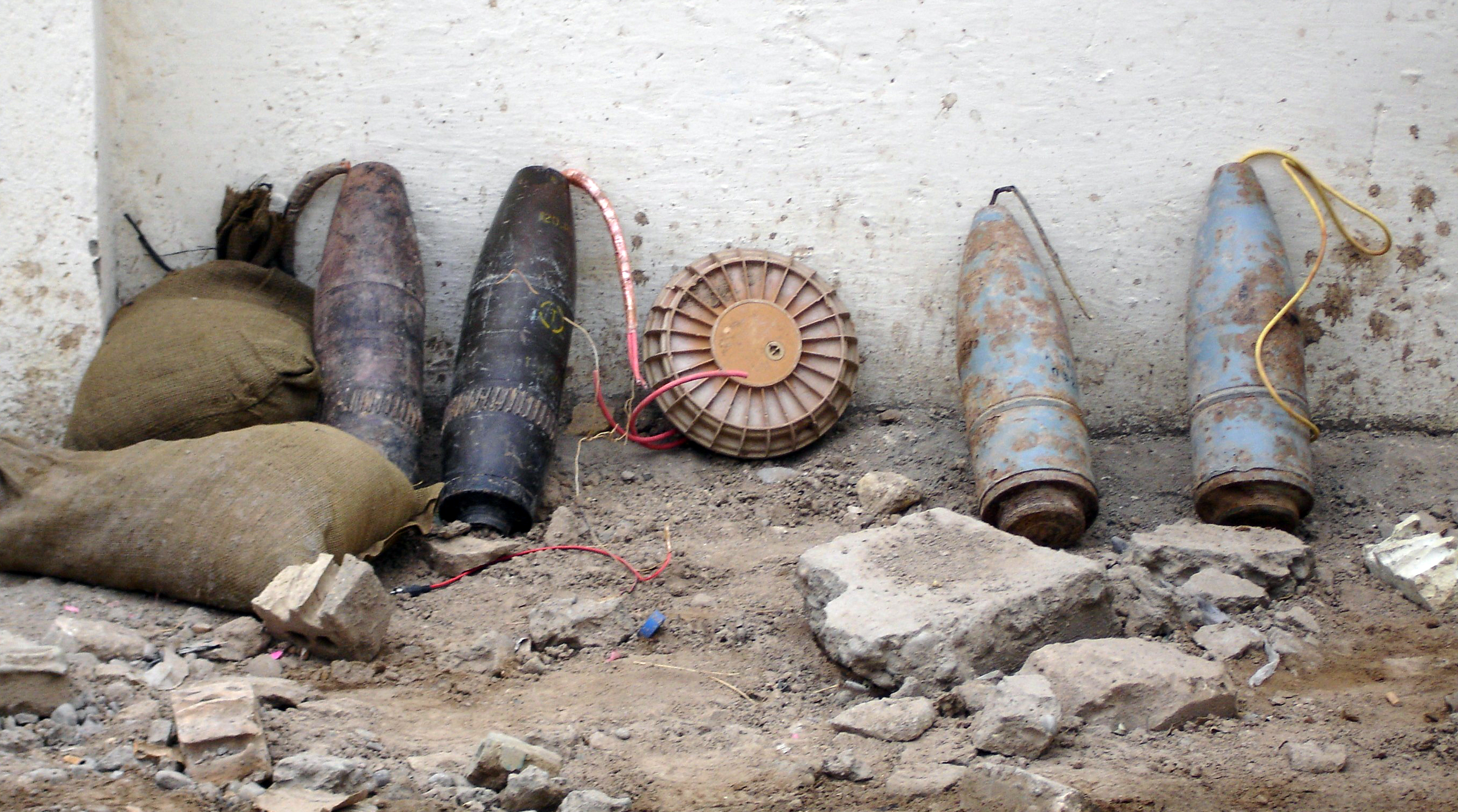
Thiết bị nổ tự chế bị Cảnh sát iraq phát hiện ở Bagdad vào tháng 11 năm 2015

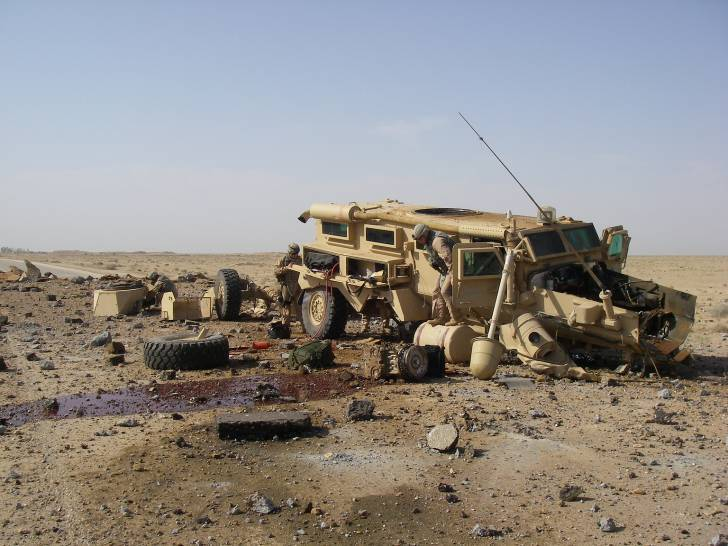
Một chiếc Cougar tại Al Anbar, Iraq bị phá hủy bởi một quả bom tự chế.

Thiết bị nổ tự tạo là một loại thiết bị gây nổ được thiết kế, chế tạo và sử dụng theo những cách khác ngoài các hành động quân sự thông thường. Chúng có thể được chế tạo từ các chất nổ thông thường chẳng hạn như đầu đạn pháo gắn với một thiết bị gây nổ. Thiết bị nổ tự chế thường được sử dụng làm bom, mìn phục kích, gài trên đường.
Thiết bị nổ tự chế thường được sử dụng trong các hoạt động tấn công khủng bố hoặc sử dụng bởi các nhóm du kích và phiến quân nổi dậy. Trong chiến tranh Iraq, thiết bị nổ tự chế đã được sử dụng rộng rãi trong việc chống lại lực lượng Liên quân do Hoa Kỳ lãnh đạo và đến cuối năm 2007, IED được cho là đã gây ra 63% thương vong cho lực lượng liên quân tại Iraq. Chúng cũng được sử dụng ở Afghanistan bởi các nhóm nổi dậy, và đã gây ra hơn 66% thương vong cho quân đội liên minh trong cuộc chiến Afghanistan năm 2001 - 2021.
Thiết bị nổ tự chế cũng được sử dụng rộng rãi bởi các chỉ huy của tổ chức nổi loạn những con Hổ giải phóng Tamil (LTTE) nhằm tấn công và phá hủy các mục tiêu quân sự ở Sri Lanka.